# Aradus brevicornis
Aradus brevicornis är en insektsart som beskrevs av Nicholas A. Kormilev 1980. Aradus brevicornis ingår i släktet Aradus och familjen barkskinnbaggar. Inga underarter finns listade i Catalogue of Life.